# اشاخ (آلمان)
اشاخ (آلمان) (به آلمانی: Eschach) یک شهر در آلمان است که در استالبکرایس واقع شده‌است.